# Maurício Dutra Moreira
Maurício Dutra Moreira (Pirapozinho, 24 de dezembro de 1952 - 1992) foi um administrador e político brasileiro do estado de Minas Gerais.
Maurício Moreira foi deputado estadual constituinte de Minas Gerais na 11ª legislatura (1987-1991), pelo PMDB.